# Volvo ES90
Volvo ES90 är en elbil som Volvo Personvagnar presenterade den 5 mars 2025.

## Volvo ES90
Bilen ersätter S90-modellen som ett led i Volvos planer att fasa ut bilar med förbränningsmotor. ES90 bygger på samma bilplattform som även används av Volvo EX90 och Polestar 3. Bilen kommer att byggas i Volvos fabrik i Chengdu i Kina. Priserna i Sverige startar på 929 000 kronor.
Versioner:
| Modell         | Årsmodell | Motor          | Effekt | Vridmoment | Batterikapacitet         |
| -------------- | --------- | -------------- | ------ | ---------- | ------------------------ |
| Single Motor   | 2025-     | 1 st elmotor   | 245 kW | 480 Nm     | 92 kWh litiumjonbatteri  |
| Twin Motor     | 2025-     | 2 st elmotorer | 330 kW | 670 Nm     | 106 kWh litiumjonbatteri |
| Twin Motor Ext | 2025-     | 2 st elmotorer | 500 kW | 870 Nm     | 106 kWh litiumjonbatteri |